# Chimarra yskal
Chimarra yskal är en nattsländeart som beskrevs av Malicky 1989. Chimarra yskal ingår i släktet Chimarra och familjen stengömmenattsländor. Inga underarter finns listade i Catalogue of Life.